# Віцекоролівство Перу

Віцекоролівство Перу в 1542 (виділено кольором)
і у 1810 (темно-зелений) році

Віцекоролівство Перу (ісп. Virreinato del Perú, офіційно відоме як Королівство Перу) — іспанська колоніальна адміністративна одиниця, що спочатку містила більшу частину іспанських володінь в Південній Америці, та управлялася із Ліми. В XVI-XVII сторіччях вважалося важливішим за Нову Іспанію. Проте з часом віцекоролівство втратило більшу частину своєї території за рахунок португальської експансії на захід від Тордесільянської лінії між 1580 і 1640 роками під час іспанського контролю над Португалією, та внаслідок створення віцекоролівств Нова Гранада і Ріо-де-ла-Плата. Унаслідок значення віцекоролівства протягом останнього періоду його існування значно знизилося. Віцекоролівство Перу припинило існування в 1824 році внаслідок південноамериканської війни за незалежність і проголошення незалежності Перу.